# Bankgiroloterij-Batavus/1999
Deze pagina geeft een overzicht van de wielerploeg Bankgiroloterij-Batavus in 1999.

## Algemeen
Sponsors: Batavus (fietsen), BankGiro Loterij (Nederlandse loterij)
Ploegleiders: Arend Scheppink, Piet Hoekstra
Fietsen: Batavus

## Renners
| Naam              | Geboortedatum | Nationaliteit | Ploeg 1998      |
| ----------------- | ------------- | ------------- | --------------- |
| Martin Benjamin   | 06-05-1977    | Nederland     | neoprof         |
| Johan Bruinsma    | 12-09-1976    | Nederland     | Rabobank        |
| Michel Cerneus    | 12- 10-1976   | Nederland     | Golff-Gazelle   |
| Cees Jeurissen    | 05-05-1976    | Nederland     | Giant-Löwik-P&O |
| Rudie Kemna       | 05-10-1967    | Nederland     | Giant-Löwik-P&O |
| René Kroes        | 09-04-1971    | Nederland     | neoprof         |
| Martijn Lust      | 29-11-1975    | Nederland     | neoprof         |
| Maarten Nijland   | 22-03-1976    | Nederland     | Giant-Löwik-P&O |
| Rik Reinerink     | 21-05-1973    | Nederland     | neoprof         |
| Dimitri Sidarenko | 24-07-1973    | Wit-Rusland   | neoprof         |
| John Talen        | 18-01-1965    | Nederland     | zonder ploeg    |
| Matthijs van Bon  | 02-12-1974    | Nederland     | neoprof         |
| Paul van Schalen  | 25-02-1972    | Nederland     | Giant-Löwik-P&O |
| Jan van Velzen    | 07-12-1975    | Nederland     | Golff-Gazelle   |
| Renger Ypenburg   | 19-05-1971    | Nederland     | Giant-Löwik-P&O |

## Belangrijke overwinningen
| Olympia's Tour 1e etappe: Rudie Kemna 2e etappe: Rik Reinerink 3e etappe: John Talen 7e etappe: Rudie Kemna 8e etappe: Rudie Kemna 9e etappe: Rudie Kemna Ronde van Nederland 3e etappe: Rudie Kemna |

Mannen: 1999 · 2000 · 2001 · 2002 · 2003 · 2004 · 2005 · 2006 · 2007 · 2008 · 2009 · 2010 · 2011 · 2012 · 2013 · 2014 · 2015 · 2016 · 2017 · 2018 · 2019 · 2020 · 2021 · 2022 · 2023 · 2024 · 2025
Vrouwen: 2011 · 2012 · 2013 · 2014 · 2015 · 2016 · 2017 · 2018 · 2019 · 2020 · 2021 · 2022 · 2023 · 2024 · 2025